# شرلوك هولمز (فلم 2009)
شرلوك هولمز (بالإنجليزية: Sherlock Holmes) فيلم حركة وغموض بريطاني-أمريكي مبني على الشخصية التي تحمل نفس الأسم للكاتب السير آرثر كونان دويل. أخرج الفيلم بواسطة جاي ريتشي. روبرت داوني جونير وجود لو أديا دور شـرلوك هولمـز وجون واطسون على التوالي. في الفيلم هولمز وصديقه المخلص واطسون وبمساعدة خصم سابق إيرين أدلر، يتحريان سلسلة جرائم لها علاقة بطقوس غامضة. مارك سترونج لعب دور المجرم لورد بلاكوود، الذي بطريقة ما عاد للحياة بعد إعدامه ويخطط للسيطرة على الإمبراطورية البريطانية باستخدام ترسانة من الفنون السوداء وتكنولوجيا جديدة.
عرض الفيلم في صالات العرض بـالولايات المتحدة الأمريكية في 25 ديسمبر 2009، وفي كل من بريطانيا وأيرلندا وأستراليا في 26 ديسمبر 2009، وتلقى مراجعات إيجابية من النقاد، وحقق نجاحاً كبيراً في شباك التذاكر جامعاً أكثر 500 مليون $.
ترشح الفيلم لجائزتي أوسكار، الأولى لأفضل موسيقى تصويرية مؤلفة خصيصًا للعمل والثانية لأفضل تصوير فني، لكنه خسرهما لصالح فوق وأفاتار بالترتيب.
في 2011 عرض جزء ثاني للفيلم بعنوان شارلوك هولمز: لعبة ظلال.

## الترشيحات والجوائز
نجح فيلم شرلوك هولمز في الحصول على سبعة عشر جوائز من أصل عشرين ترشيحًا حتى الآن.

### جوائز الأوسكار
| الجائزة                               | الترشيح                                         | النتيجة         |
| ------------------------------------- | ----------------------------------------------- | --------------- |
| أفضل مؤثرات بصرية                     | سارا جرينوود مخرجة المؤثرات البصرية وكاتي سبنسر | لم يربحاالجائزة |
| أفضل موسيقى تصويرية مؤلفة خصيصًا للعمل | هانز زيمير                                      | لم يربح الجائزة |

### جوائز إمباير (بريطانيا)
| الجائزة                | الترشيح           | النتيجة         |
| ---------------------- | ----------------- | --------------- |
| أفضل فيلم إثارة وتشويق | الفيلم نفسه       | ربح الجائزة     |
| أفضل ممثل أول          | روبرت داوني جونير | لم يربح الجائزة |

### جوائز جولدن غلوب (الولايات المتحدة)
| الجائزة                     | الترشيح   | النتيجة             |
| --------------------------- | --------- | ------------------- |
| أفضل أداء لممثل في عمل مصور | اياد دياب | لم يحصل على الجائزة |

### جوائز الأفلام والتلفاز الأيرلندية
| الجائزة         | الترشيح           | النتيجة     |
| --------------- | ----------------- | ----------- |
| أفضل ممثل عالمي | روبرت داوني جونير | ربح الجائزة |

=== جوائز معالجي الصوتيات والمرئيات (الولايات المتحدة) === 
| الجائزة                                  | الترشيح     | النتيجة         |
| ---------------------------------------- | ----------- | --------------- |
| أفضل فيلم في المعالجة الصوتية والموسيقية | الفيلم نفسه | لم يربح الجائزة |

### جوائز جمعية المؤثرات البصرية
| الجائزة                               | الترشيح                                                 | النتيجة           |
| ------------------------------------- | ------------------------------------------------------- | ----------------- |
| أفضل مؤثرات إضافية في فيلم تصويري     | دان بارو، جواناثان فاوكنر، تشاس جارييت، دايفيد فيكراي   | ربحوا الجائزة     |
| أفضل دمج ومعالجة بصرية في فيلم تصويري | جان آدمكزيك، أليكس كومينغ، سام آوسبورن، كايت ويندي بانك | لم يربحوا الجائزة |

## وصلات خارجية
- مقالات تستعمل روابط فنية بلا صلة مع ويكي بيانات

1. ↑  "معلومات عن شرلوك هولمز (فيلم 2009) على موقع catalog.afi.com". catalog.afi.com. مؤرشف من الأصل في 2021-02-19.
2. ↑  "معلومات عن شرلوك هولمز (فيلم 2009) على موقع port.hu". port.hu. مؤرشف من الأصل في 2021-05-13.
3. ↑  "معلومات عن شرلوك هولمز (فيلم 2009) على موقع the-numbers.com". the-numbers.com. مؤرشف من الأصل في 2017-11-11.